# Otmar Mäder
Otmar Mäder (15 novembre 1921 à Mörschwil - 25 avril 2003 à Saint-Gall) est un prêtre suisse, évêque catholique du diocèse de Saint-Gall de 1976 à 1994.

## Biographie
Né le 15 novembre 1921 à Mörschwil, Otmar Mäder fait ses études à Einsiedeln puis à Fribourg et Innsbruck. Il est ordonné prêtre en 1947. En 1976, le chapitre cathédral l'élit à l'épiscopat le 23 mars, ce qui est confirmé par le pape deux jours plus tard. 
En automne 1994, il prend sa retraite à la suite d'ennuis de santé,. Il décède le 25 avril 2003
. Durant son épiscopat, il aurait utilisé la menace de procès canoniques comme mesure disciplinaire contre des prêtres auteurs d'abus.